# Мамедкулизаде, Джалил Гусейнкули оглы
Джали́л Гусейнкули оглы Мамедкулизаде́ (азерб. جلیل محمدقولوزاده, Cəlil Hüseynqulu oğlu Məmmədquluzadə; 10 (22) февраля 1866, Нахичевань — 4 января 1932, Баку) — азербайджанский журналист, просветитель и писатель-сатирик, представитель критического реализма в азербайджанской литературе.

## Биография
Джалил Мамедкулизаде родился 10 (22) февраля 1866 года в Нахичевани. Его дед, каменщик Гусейн Кули, переселился сюда из Иранского Азербайджана и обзавёлся здесь семьёй.
Первоначальное образование Джалил получил в духовных школах — медресе — у известных в городе мулл, которые учили детей по арабским и персидским книгам, богословским шариатским трактатам или по «Гюлистану» великого ширазского Саади.
Значительным событием в жизни Джалила Мамедкулизаде явилось поступление в 1882 году в Горийскую (Закавказскую) учительскую семинарию. Семинария и её так называемое «татарское» отделение, которым долгие годы руководил выдающийся общественный деятель и просвещённый педагог, автор нескольких учебников Алексей Осипович Черняевский, воспитала не один десяток передовых деятелей азербайджанской культуры. Из стен семинарии вышли Нариман Нариманов, Фирудинбек Кочарлинский, Сулейман Ахундов, Узеир Гаджибеков, Муслим Магомаев (старший), Фархад Агаев, Рашидбек Эфендиев, Гаджи-Керим Саниев и др.

Мамедкулизаде (второй слева) с видными азербайджанскими публицистами своего времени

Джалил Мамедкулизаде окончил Закавказскую учительскую семинарию в 1887 году и в течение последующих десяти лет преподавал в школах Баш-Норашена, Улуханлы, Неграма и других населённых пунктов Эриванской губернии. Он был сторонником унификации литературного азербайджанского языка. Мамедкулизаде подвергал критике своих современников, засоривших, на его взгляд, азербайджанский язык ненужными заимствованиями из русского, персидского и турецкого языков, вводивших в заблуждение простого читателя («Книга моей матери», 1920). Впоследствии он стал одним из активистов процесса латинизации азербайджанского алфавита.
В 1898 году Джалил Мамедкулизаде переехал в Эривань, был знаком с армянским языком, в 1903 — в Тифлис, где стал работать в редакции местной азербайджаноязычной газеты «Шарги-Рус». В 1901—1903 годах печатался в газете «Каспий». В 1906 году Мамедкулизаде основал сатирический журнал «Молла Насреддин», редактором которого являлся на протяжении 25 лет (с перерывами).
Из-за голода в 1918 году в Шуше стало жить труднее. Джалил Мамедкулизаде вместе с женой Гамиде Ханум помогали беднякам. Жена также пекла хлеб для армян и раздавала в церквях. В 1918—1920 годах жизнь Мамедкулизаде проходила в двух местах: в Тифлисе и в селе Кехризли (Гёранбойский район).
В 1920 году Мамедкулизаде переехал в Тебриз, где с 1921 года временно издавал журнал «Молла Насреддин». Ему предлагали должность комиссара в отделе образования Революционного комитета, от которой он отказался. К концу Гражданской войны переехал в Баку.
В последние годы жизни он писал воспоминания, которые, однако, не успел закончить.
В 1932 году Джалил Мамедкулизаде скончался в Баку от кровоизлияния в мозг.

## Литературный вклад

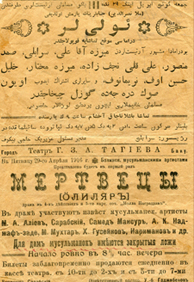
Афиша спектакля «Мертвецы» по одноимённой комедии Мамедкулизаде. В главных ролях М. А. Алиев, Г. Сарабский и др.

Мамедкулизаде писал во множестве жанров, включая драмы, очерки, рассказы и фельетоны. Его первым наиболее известным произведением стал рассказ «Пропажа осла» (первый из серии рассказов «События в селении Данабаш»), написанный в 1894 и изданный в 1934 году. В нём писатель касается темы социального неравенства. В последующих произведениях («Почтовый ящик», «Конституция в Иране», «Курбан-Али-бек», «Барашек»), включая известные комедии «Мертвецы» и «Сборище сумасшедших», критикуются невежество, гордыня, религиозный фанатизм.

## Деятельность в газете «Шарги Рус»
В Эривани Джалил Мамедкулизаде женился на сестре Мамедкулибека Кенгерлинского Назлы-ханум, молодой вдове, имевшей от первого мужа маленького сына. Назлы-ханум серьёзно болела, и в декабре 1903 года Джалил Мамедкулизаде со своим шурином Мамедкулибеком Кенгерлинским повёз больную в Тифлис. Назлы-ханум вскоре скончалась, а Джалил с того момента надолго связал свою жизнь с Тифлисом. Жил в районе Мтацминда (улица Бесики, 24, мемориальная доска).
В Тифлисе в то время издавалась единственная в Российской империи газета на азербайджанском языке «Шарги Рус» («Русский Восток»), куда на постоянную работу и получил приглашение Джалил Мамедкулизаде. Он был хорошо знаком с издателем газеты, земляком Мамедагой Шахтахтинским, видным журналистом.

## «Молла Насреддин»

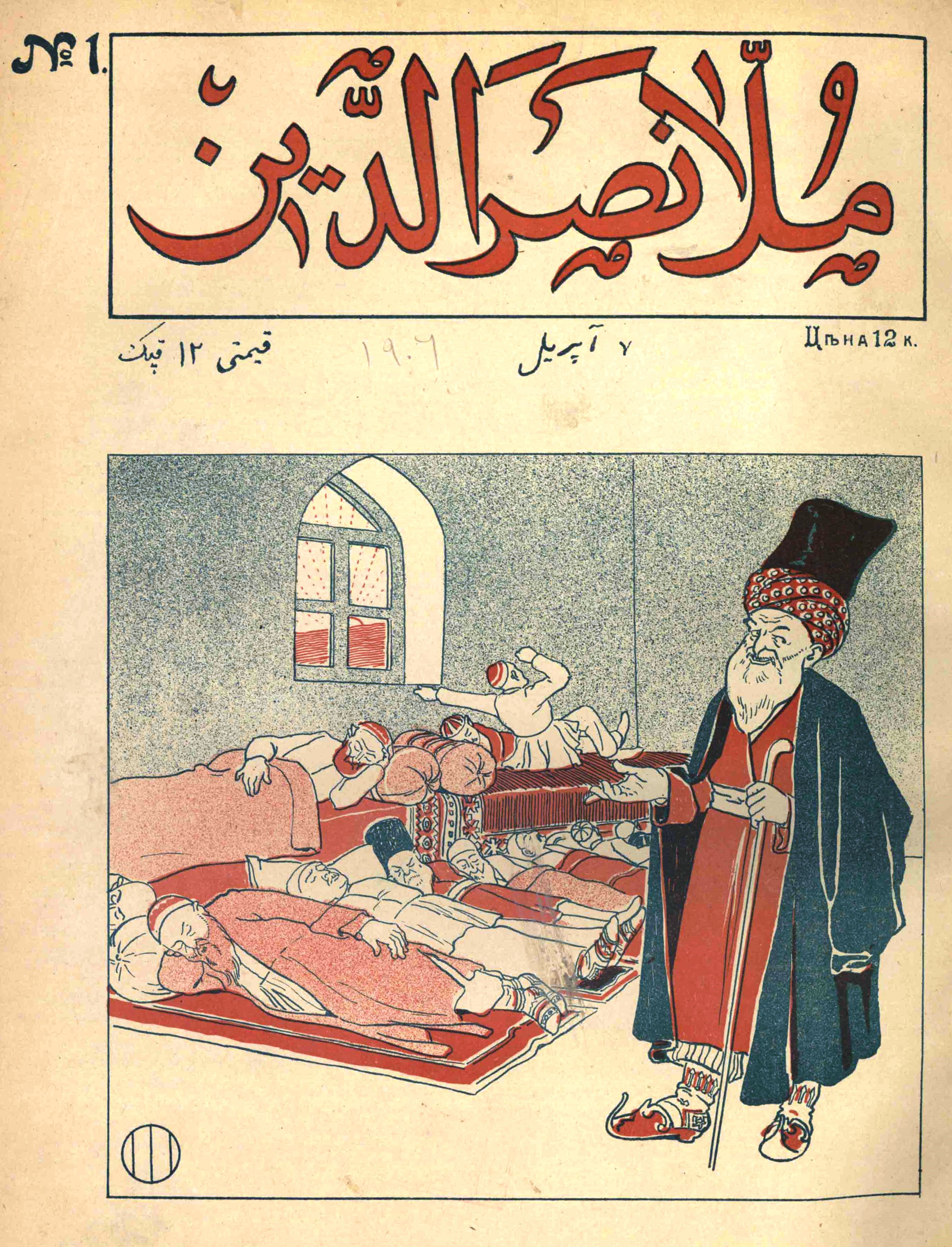
Обложка первого выпуска журнала «Молла Насреддин». 1906 год

В 1905 году Мамедкулизаде и его товарищ Омар Фаик Неманзаде приобрели типографию в Тифлисе, а год спустя приступили к издательству сатирического журнала «Молла Насреддин». Журнал явился наибольшим вкладом писателя в азербайджанскую культуру, оказав помощь развитию в образованных азербайджанских кругах критического реализма. В нём с точностью описывалась бытовая и экономическая обстановка на Кавказе начала XX века и высмеивались отсталость и мракобесие. Восемь номеров журнала было издано в Тебризе, так как «Молла Насреддин» был запрещён русской цензурой в 1917 году.
Сатирический стиль Мамедкулизаде в дальнейшем повлиял на развитие сатиры в Иране.

## Память

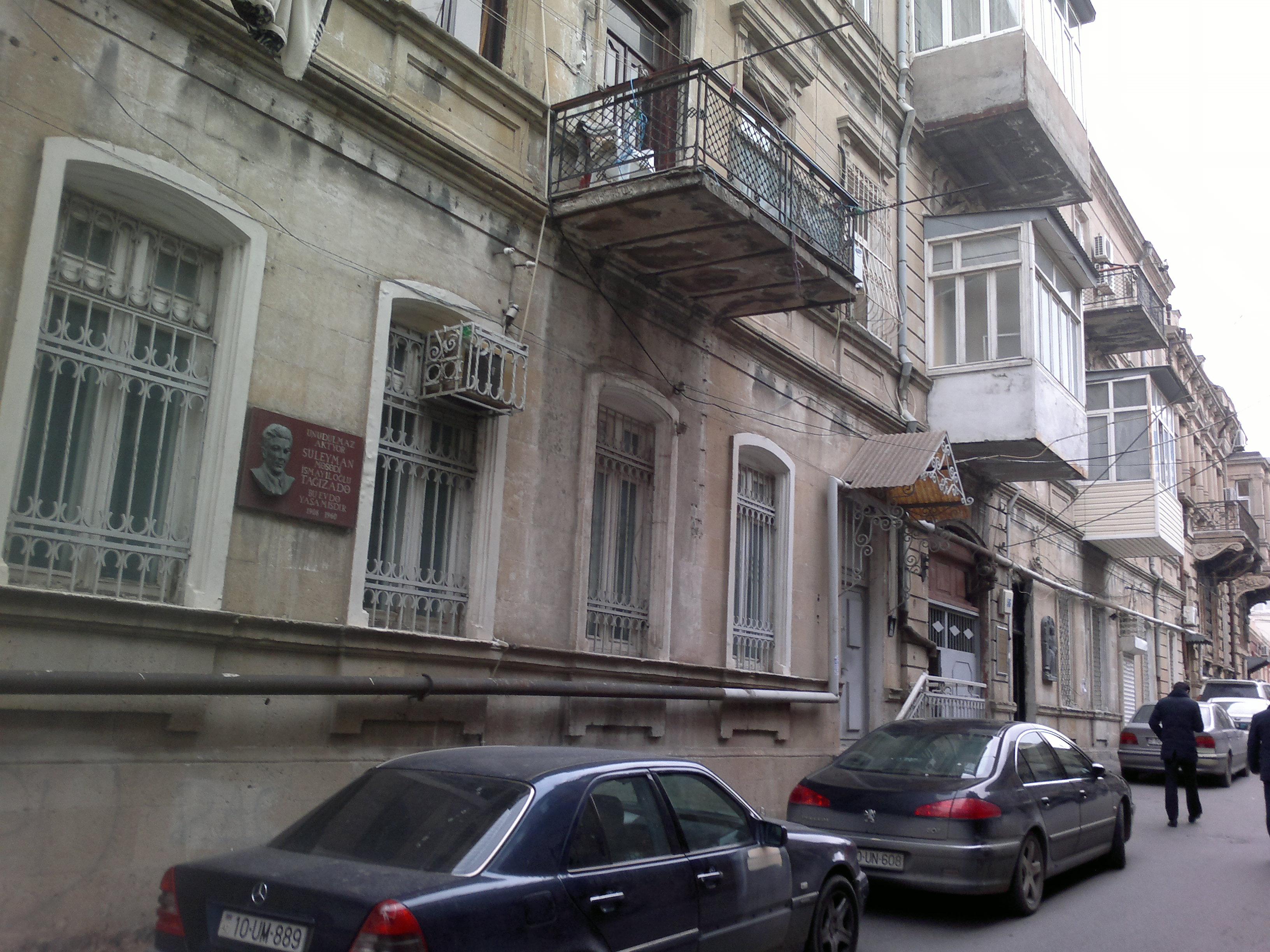
Дом в Баку, в котором до 1932 года жил Мамедкулизаде. Ныне — здесь расположен дом-музей писателя

Именем Мамедкулизаде был назван город Джалилабад (до 1967 года — Астрахан-Базар), село Джалилкенд (б. Баш-Норашен) в Нахичеванской АР, Литературный музей Нахичеванской АР, драматический театр в Нахичевани, улицы в различных городах Азербайджана.
Дома-музеи Мамедкулизаде были открыты в Баку, Тбилиси и Нахичевани.

### В филателии

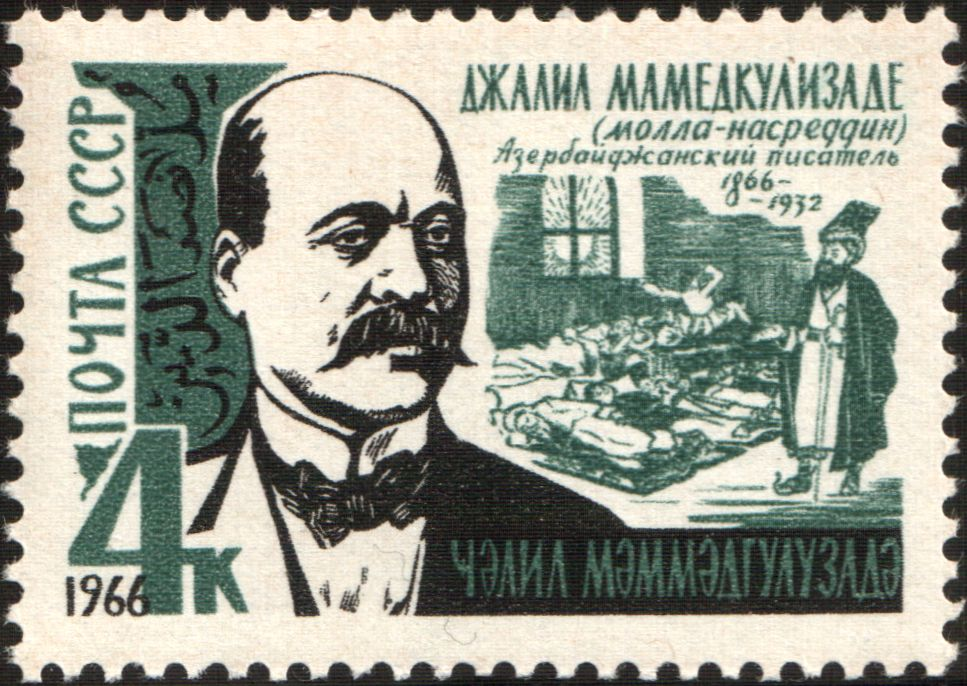
Марка, посвящённая 100-летнему юбилею Джалила Мамедкулизаде
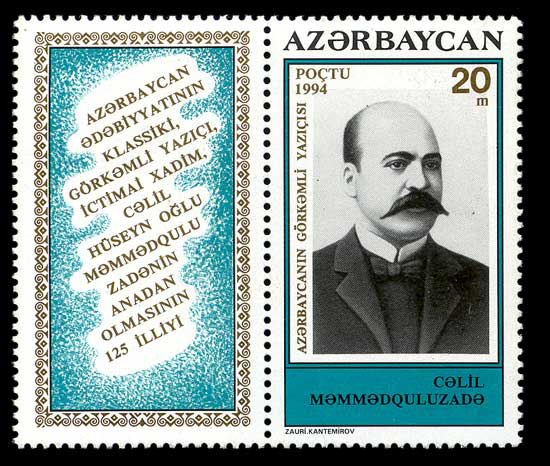
Марка, посвящённая 125-летнему юбилею Джалила Мамедкулизаде
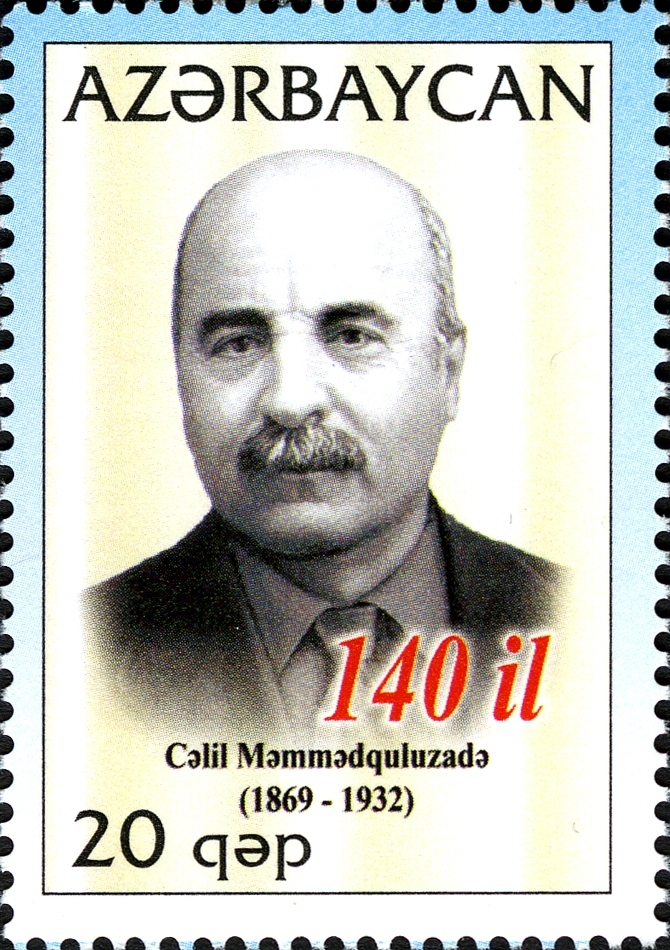
Марка, посвящённая 140-летию юбилею Джалила Мамедкулизаде

### В скульптуре

Памятник Джалилу Мамедкулизаде в городе Нахичевань. Скульптор Мир-Али Мир-Касимов
Бюст Джалила Мамедкулизаде в Сумгаите
Мемориальная доска на стене дома в Баку, в котором жил Джалил Мамедкулизаде
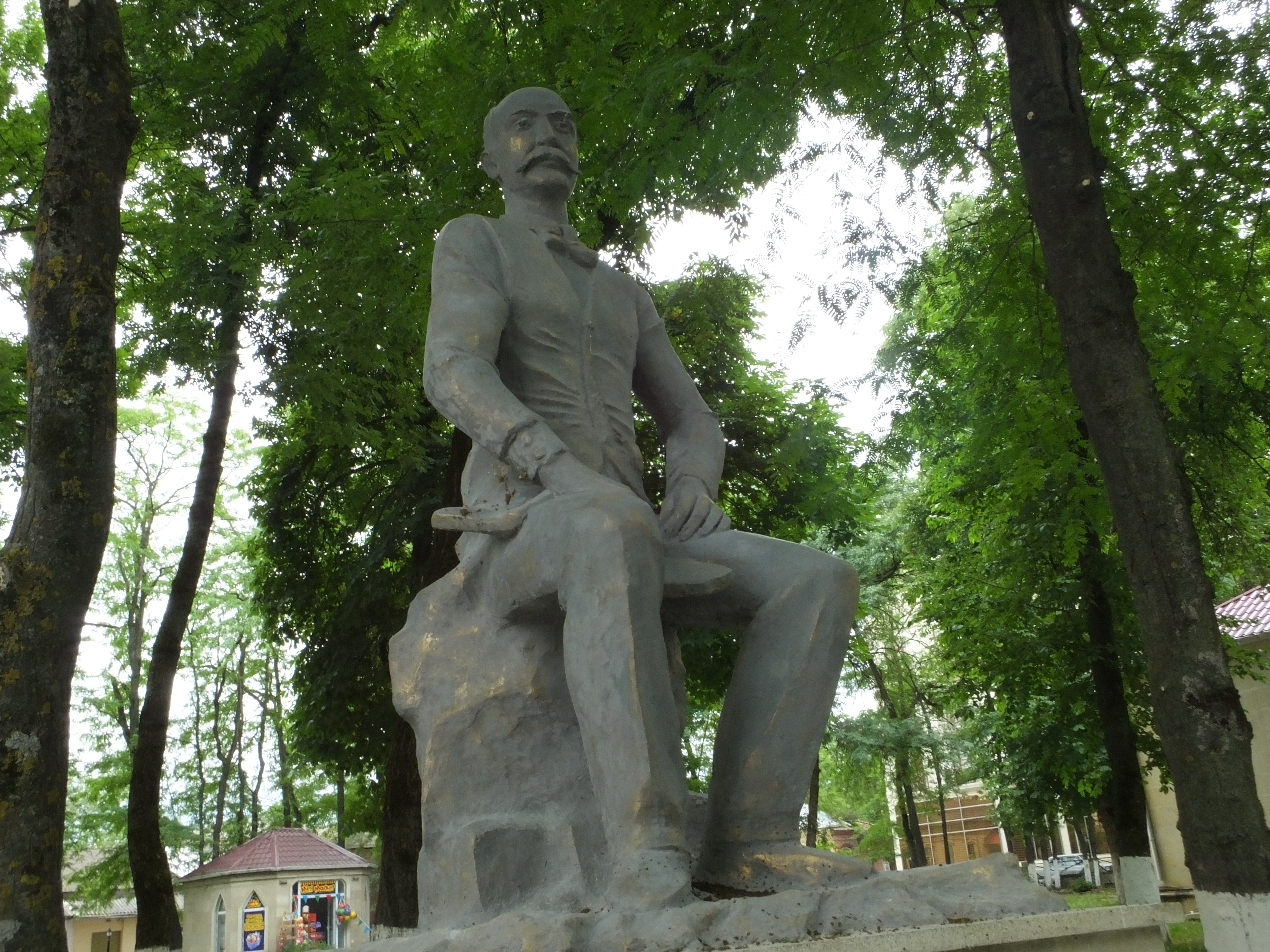
Памятник Джалилу Мамедкулизаде в городе Губа

### Прочее
Именем Джалила Мамедкулизаде назван танкер, построенный заводом «Красное Сормово» для Каспийского морского пароходства (КАСПАР) в 2003 году.